# Divízió II 2007
La Divízió II 2007 è la 1ª edizione del campionato di football americano di secondo livello, organizzato dalla MAFL.

## Squadre partecipanti
| Club                | Città        | Stadio | Sponsor ufficiale | Risultato nella stagione 2007 |
| ------------------- | ------------ | ------ | ----------------- | ----------------------------- |
| Budapest Cowboys    | Budapest     |        |                   |                               |
| Eger Heroes         | Eger         |        |                   |                               |
| Kaposvár Golden Fox | Kaposvár     |        |                   |                               |
| Miskolc Steelers    | Miskolc      |        |                   |                               |
| North Pest Vipers   | Budapest     |        |                   |                               |
| Nyíregyháza Tigers  | Nyíregyháza  |        |                   |                               |
| Pécs Gringos        | Pécs         |        |                   |                               |
| Veszprém Wildfires  | Veszprém     |        |                   |                               |
| Zala Predators      | Zalaegerszeg |        |                   |                               |

## Stagione regolare

### Prima fase

#### Calendario

##### 1ª giornata
| Nagykálló 14 aprile 2007 | Nyíregyháza Tigers | 25 – 6 (0-0 6-0 10-0 9-6) | Eger Heroes | Sporttelep (680 spett.) |

##### 2ª giornata
| Budapest 22 aprile 2007 | Budapest Cowboys | 27 – 6 (0-0 13-0 14-0 0-6) | Veszprém Wildfires | Ferencvárosi Torna Club Népligeti Sporttelep (300 spett.) |

##### 3ª giornata
| Pécs 29 aprile 2007 | Pécs Gringos | 12 – 53 (0-8 0-18 6-6 6-21) | North Pest Vipers | PMFC stadion |

| Felsőtárkány 30 aprile 2007 | Eger Heroes | 12 – 7 (6-0 0-0 6-0 0-7) | Miskolc Steelers | Sportpálya (350 spett.) |

| Veszprém 1º maggio 2007 | Veszprém Wildfires | 46 – 20 (20-6 7-0 12-6 7-8) | Kaposvár Golden Fox | Egyetemi stadion (150 spett.) |

##### 4ª giornata
| Miskolc 12 maggio 2007 | Miskolc Steelers | 7 – 48 (7-7 0-13 0-6 0-22) | Nyíregyháza Tigers | DVTK stadion (600 spett.) |

| Budapest 12 maggio 2007 | North Pest Vipers | 32 – 14 | Zala Predators | MAC pálya (140 spett.) |

##### 5ª giornata
| Zalaegerszeg 19 maggio 2007 | Zala Predators | 36 – 0 | Pécs Gringos | Ifjúsági Sportcentrum |

| Kaposvár 20 maggio 2007 | Kaposvár Golden Fox | 15 – 65 | Budapest Cowboys | Városi Sportcentrum (400 spett.) |

#### Classifiche prima fase
Le classifiche della prima fase della regular season sono le seguenti:
- PCT = percentuale di vittorie, G = partite giocate, V = partite vinte,  P = partite perse, PF = punti fatti, PS = punti subiti

##### Girone Est
| Pos. | Squadra            | PCT   | G | V | N | P | PF | PS |
| ---- | ------------------ | ----- | - | - | - | - | -- | -- |
| 1    | Nyíregyháza Tigers | 1.000 | 2 | 2 | 0 | 0 | 73 | 13 |
| 2    | Eger Heroes        | .500  | 2 | 1 | 0 | 1 | 18 | 32 |
| 3    | Miskolc Steelers   | .000  | 2 | 0 | 0 | 2 | 14 | 60 |

##### Girone Ovest 1
| Pos. | Squadra             | PCT   | G | V | N | P | PF | PS  |
| ---- | ------------------- | ----- | - | - | - | - | -- | --- |
| 1    | Budapest Cowboys    | 1.000 | 2 | 2 | 0 | 0 | 92 | 21  |
| 2    | Veszprém Wildfires  | .500  | 2 | 1 | 0 | 1 | 52 | 47  |
| 3    | Kaposvár Golden Fox | .000  | 2 | 0 | 0 | 2 | 35 | 111 |

##### Girone Ovest 2
| Pos. | Squadra           | PCT   | G | V | N | P | PF | PS |
| ---- | ----------------- | ----- | - | - | - | - | -- | -- |
| 1    | North Pest Vipers | 1.000 | 2 | 2 | 0 | 0 | 85 | 26 |
| 2    | Zala Predators    | .500  | 2 | 1 | 0 | 1 | 50 | 32 |
| 3    | Pécs Gringos      | .000  | 2 | 0 | 0 | 2 | 12 | 89 |

### Seconda fase

#### Calendario

##### Turno 1
| Veszprém 3 giugno 2007 | Veszprém Wildfires | 13 – 7 (d.t.s.) (0-0 0-0 0-0 7-7 6-0) | Eger Heroes | Egyetemi stadion |

| Pécs 3 giugno 2007 | Pécs Gringos | 19 – 17 | Kaposvár Golden Fox | PMFC stadion |

##### Turno 2
| Nagykálló 16 giugno 2007 | Nyíregyháza Tigers | 6 – 14 (0-7 3-0 0-0 3-7) | Budapest Cowboys | Sporttelep (200 spett.) |

| Felsőtárkány 17 giugno 2007 | Eger Heroes | 19 – 17 (0-7 6-0 0-6 6-6) | Zala Predators | Sportpálya (150 spett.) |

##### Turno 3
| Budapest 23 giugno 2007 | North Pest Vipers | 6 – 0 (6-0 0-0 0-0 0-0) | Nyíregyháza Tigers | REAC pálya (200 spett.) |

| Kaposvár 24 giugno 2007 | Kaposvár Golden Fox | 28 – 6 (7-6 8-0 0-0 3-0) | Miskolc Steelers | Városi Sportcentrum (200 spett.) |

##### Turno 4
| Zalaegerszeg 30 giugno 2007 | Zala Predators | 17 – 7 (3-7 6-0 0-0 8-0) | Veszprém Wildfires | Ifjúsági Sportcentrum |

##### Turno 5
| Miskolc 7 luglio 2007 | Miskolc Steelers | 18 – 14 (12:0 0:7 6:0 0:7) | Pécs Gringos | Volán pálya |

| Budapest 7 luglio 2007 | Budapest Cowboys | 45 – 0 (13-0 6-0 13-0 13-0) | North Pest Vipers | Margitszigeti Atlétikai Centrum (1300 spett.) |

#### Classifiche seconda fase
Le classifiche della seconda fase della regular season sono le seguenti:
- PCT = percentuale di vittorie, G = partite giocate, V = partite vinte,  P = partite perse, PF = punti fatti, PS = punti subiti

##### Girone 1-3
| Pos. | Squadra            | PCT   | G | V | N | P | PF | PS |
| ---- | ------------------ | ----- | - | - | - | - | -- | -- |
| 1    | Budapest Cowboys   | 1.000 | 2 | 2 | 0 | 0 | 59 | 6  |
| 2    | North Pest Vipers  | .500  | 2 | 1 | 0 | 1 | 6  | 45 |
| 3    | Nyíregyháza Tigers | .000  | 2 | 0 | 0 | 2 | 6  | 20 |

##### Girone 4-6
| Pos. | Squadra            | PCT   | G | V | N | P | PF | PS |
| ---- | ------------------ | ----- | - | - | - | - | -- | -- |
| 4    | Zala Predators     | 1.000 | 2 | 2 | 0 | 0 | 34 | 26 |
| 5    | Veszprém Wildfires | .500  | 2 | 1 | 0 | 1 | 20 | 24 |
| 6    | Eger Heroes        | .000  | 2 | 0 | 0 | 2 | 19 | 32 |

##### Girone 7-9
| Pos. | Squadra             | PCT  | G | V | N | P | PF | PS |
| ---- | ------------------- | ---- | - | - | - | - | -- | -- |
| 7    | Kaposvár Golden Fox | .500 | 2 | 1 | 0 | 1 | 35 | 25 |
| 8    | Pécs Gringos        | .500 | 2 | 1 | 0 | 1 | 33 | 35 |
| 9    | Miskolc Steelers    | .500 | 2 | 1 | 0 | 1 | 24 | 32 |

## Verdetti
- Budapest Cowboys Vincitori della Divízió II 2007